# 鋼鐵人動力服
鋼鐵人裝甲（英語：Iron Man's armor）是漫威漫畫作品鋼鐵人的同名改編電影系列中由天才發明家東尼·史塔克所創造並使用的裝甲，他穿上後即為著名的虛構超級英雄「鋼鐵人」。
此處所說明的裝甲，主要為漫威電影宇宙中所出現過的版本。

## 簡介
鋼鐵人的裝甲主要由鈦合金為主要成分，形成高機動性及極度堅實提供極高防禦作用。
裝甲能賦予超人的力量及飛行能力，其能源來自東尼胸口的電弧反應爐，但也可以吸收周遭的能源如熱量與動能並轉化成電力，甚至可以直接吸收電力來為電池進行充電。
腳部的噴射推進器為裝甲提供前進的力量，足以讓他拖着一整列火車前進，最高速可以加速到超音速。
除此之外，除了一型、二型、五型及十六型外，大部份裝甲都配有多種武器、可以協助東尼進行遠距離攻擊及加強近戰能力。
除此之外，裝甲還可以完全與外界隔離，讓東尼能夠在海底行動，內建的維生系統可隔絕放射線，甚至能在不脫下盔甲的情況下進行排泄。
裝甲的操控系統是藉由頭盔中的神經機械界面讀取腦波進行運作。東尼自行設計的人工智能「賈維斯」和「星期五」
能利用內部與外部的感應器提供戰略資訊與裝甲的即時狀態報告，也可以進行網路連線。

## 歷代裝甲

### 一型 Mark I
東尼的第一套裝甲。在2008年電影《鋼鐵人》中，東尼被「十環幫」囚禁时與何銀森利用周遭的簡陋工具所製造的裝甲，武器方面裝有兩具火焰發射器和一支火箭，還有一具噴射背包，一型相比起其他裝甲，有很多关键的运作設備都裸露在外，且防禦力較差，武器系統亦頗為落後。
該裝甲的頭盔於香港迪士尼樂園的遊樂設施《鐵甲奇俠飛行之旅》中再度出現。

### 二型 Mark II
試作型裝甲，沒有配備額外的武器，只具有飛行能力和手臂內的燃燒彈發射裝置和置於掌心的飛行穩定器和衝擊雷射砲，副翼可以手動被開啟。由於沒有加入鈦金屬材質，在到達4万英呎左右高空時會因為氣溫問題而導致結冰並與賈維斯、星期五失聯，裝甲的整體重量亦相當重，曾一口氣跌破兩層樓的樓板並摔落在一輛跑車上。
二型後來在2010年電影《鋼鐵人2》中被詹姆斯·羅德中校帶走，交付給漢默公司進行改造，並在雙手各自加裝一挺衝鋒槍，之後更名為「戰爭機器」，在事件結束後被回收。

### 三型 Mark III
最經典的裝甲，在《鋼鐵人》中東尼所穿的第一套裝甲完成品，是真正意義上的第一套鋼鐵人動力服。由「鈦〈95.5％〉金〈4.5%〉」合金所製成，武器方面配備了置於肩上的子彈發射器、置於前臂的小型導彈和燃燒彈發射器、置於掌心的飛行穩定器和集束炮及胸口以反應爐核心直接輸出的強化衝擊砲，在片末與鐵霸王的戰鬥中被嚴重損壞。
該裝甲於香港迪士尼樂園的遊樂設施《鐵甲奇俠飛行之旅》中再度出現。

### 四型 Mark IV
四型在三型的基礎上進行了修改，進一步輕量化並完全改進了外形，與三型相比更貼合人體流線型，而且是六型的原型，在武器設定上大致與三型相同，但因爲改進了外形，所以減輕了重量，因此飛行速度對于三型來說有一定的提升。
在《鋼鐵人2》的開場曾一度由飛機跳下至展覽會場及中段荒唐行徑，估計性能、武器系統和防禦力等都是三型的改良版，亦内置過濾功能，能把尿液過濾成飲用水。

### 五型 Mark V

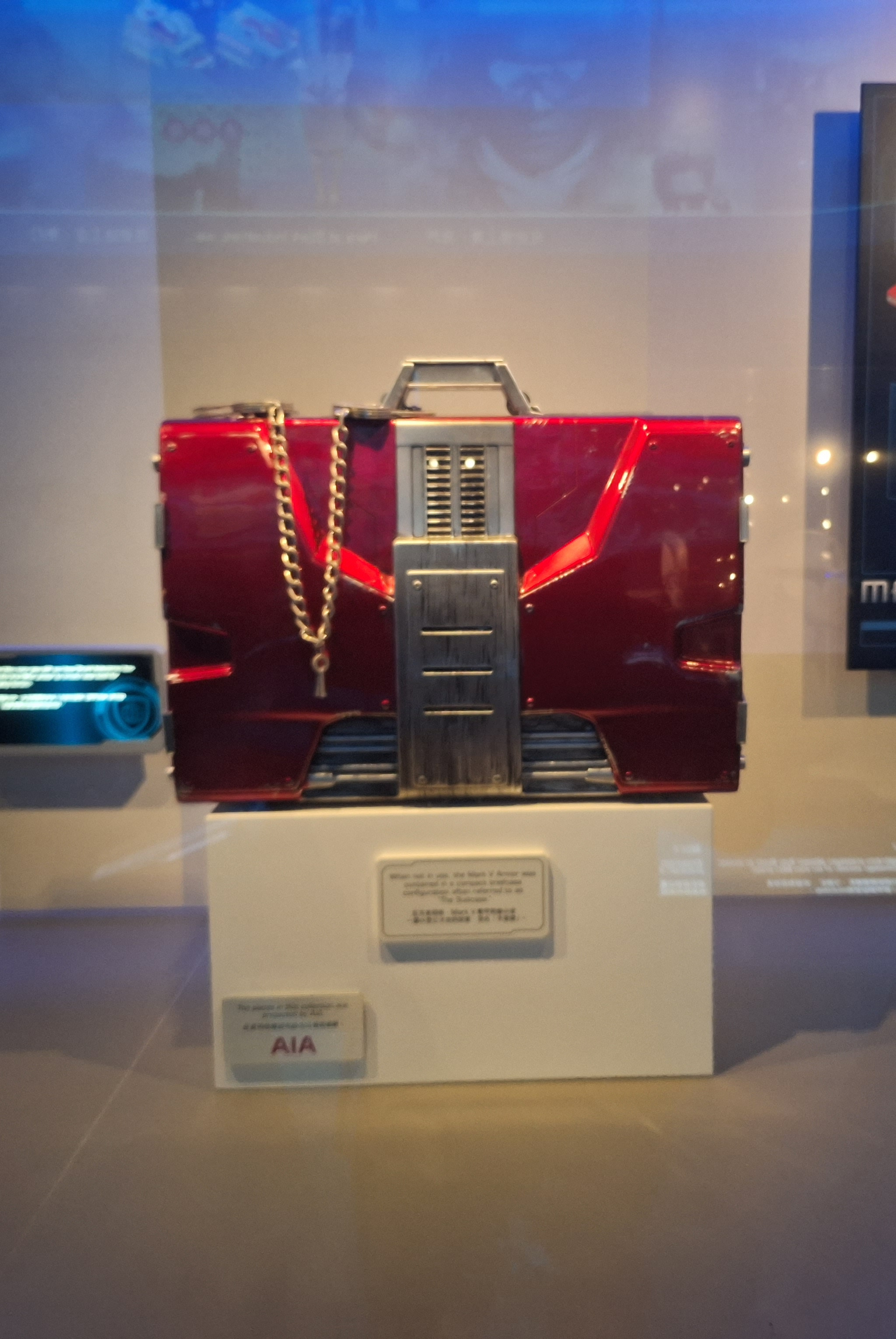
手提箱型態的Mark V裝甲

手提箱式裝甲，可以縮小成手提箱攜帶。為了方便縮小，所以裝備較簡便，武器方面只有雙手的飛行穩定器和能量炮，估計其他性能都跟三型基本相約，但沒有了賈維斯的支援，裝甲因全由一层輕薄甲片組合而成，因此在防禦上較其他裝甲薄弱。雖然擁有飛行能力，但在電影中則被省略。
在《鋼鐵人2》中與萬科第一次交手時嚴重損壞。可以看出此時東尼已經意識到裝甲在緊急情況下無法立刻著裝，為後期的機體打下概念性的基礎。
該裝甲(手提箱)於香港迪士尼樂園的遊樂設施《鐵甲奇俠飛行之旅》中再度出現。

### 六型 Mark VI
在《鋼鐵人2》的後期出現，在東尼自製出一種新元素後製成的裝甲，在片末及2012年電影《復仇者聯盟》中所穿的全新裝甲。最大的特色是胸前的反應爐的圖案由圓形改為倒三角形，性能、武器和防禦力等都是四型的強化版，置於前臂的小型導彈發射裝置改成環臂伸出的多重小型導彈及藍色的能源彈發射裝置，雙手的手背各有一發自備了一定能量的高功率輸出雷射，由於能量是另外儲備而並非和裝甲的能量相連，所以只有一發，用完後會從手腕處彈出一個類似子彈彈殼的能量儲存裝置。在製造六型的同時，東尼亦研發出一套跟六型一樣的裝甲放在史塔克大樓裡，該裝甲具有防冰和防水功能。
最後一套必須依靠機械臂輔助穿脫的裝甲。但是穿脫時的裝甲部件區塊分割已經十分成熟，除了穿脫速度更快之外還可以讓東尼「邊走邊脫」。

### 七型 Mark VII
在2012年電影《復仇者聯盟》中的最後大戰所穿著的裝甲。七型與五型一樣擁有變形機能，本來閒置時呈鐵筒狀，可以變成飛機的形狀移動，使用者只要帶上特製的手環便可以不用機械臂的幫忙自行著裝在使用者的身上。但和五型不同的是，七型在方便之餘，裝甲的防禦力並沒有減弱，反而是最強的一套。在性能方面可以說是截至七型為止最優秀的裝甲，與六型的裝備基本相約，但備有更多小型飛彈和導彈，雙手的手背上的各一發雷射光亦提高了輸出的功率並配備了三聯裝發射，以及改为由裝甲的能量直接供能，噴射推進能力亦提高並配備了多組噴射口強化飛行能力，膝盖部份也加入了武器。另外加設了可以加強戰鬥資訊支援及戰鬥力的戰爭模式，顯示屏亦會由藍光轉為紅光。最大的特徵是胸口的反應爐的圖案改回圓形。從東尼在電影中追逐核彈可以看出，七型在速度上並不遜於其他裝甲。
從此型開始的所有裝甲都支援快速穿脫機能，不再依靠機械臂。

#### 「香港史達科技展」特別版七型 Mark VII

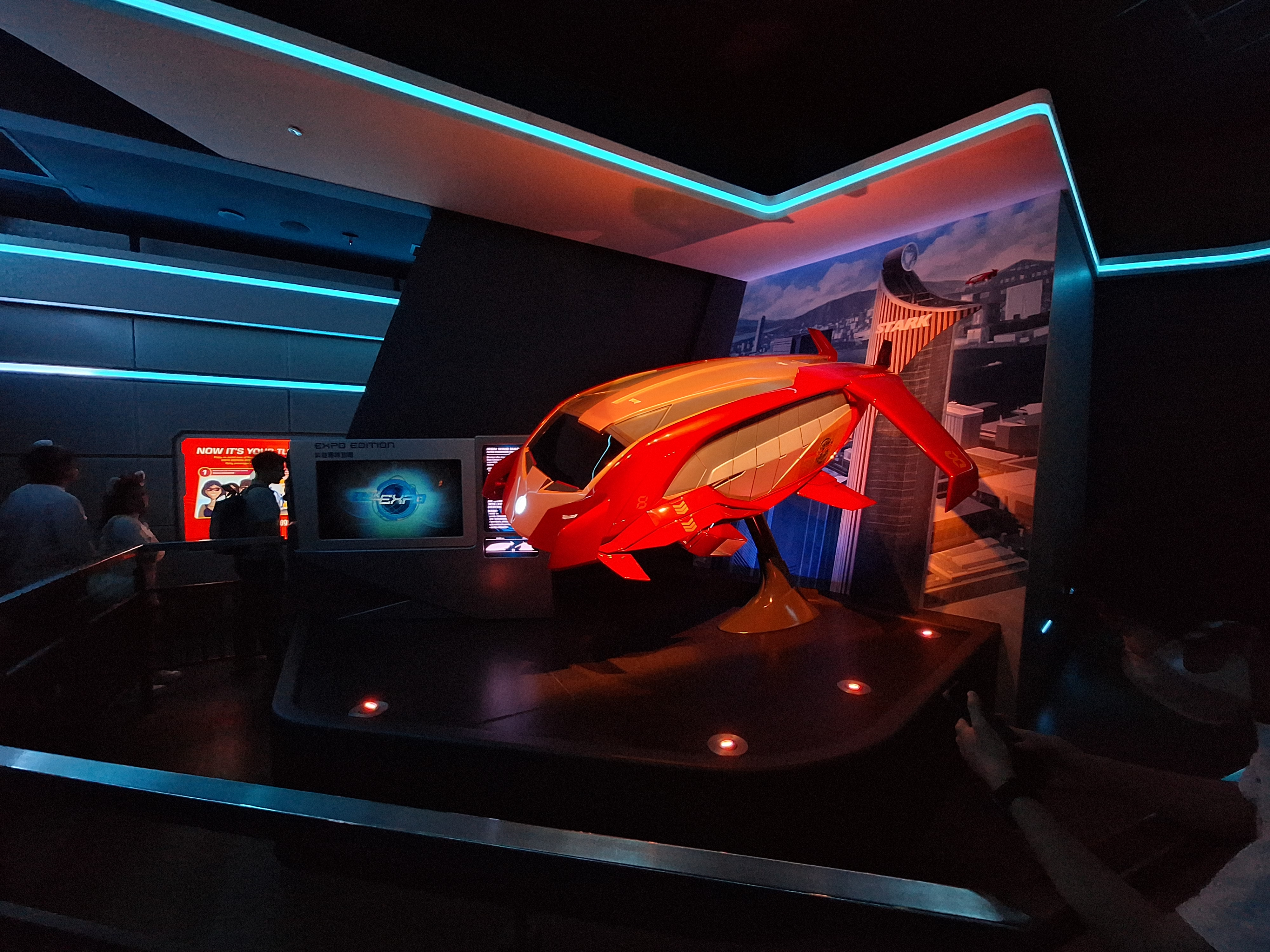
載人飛行車「科技展特別版」（採用Mark VII裝甲）

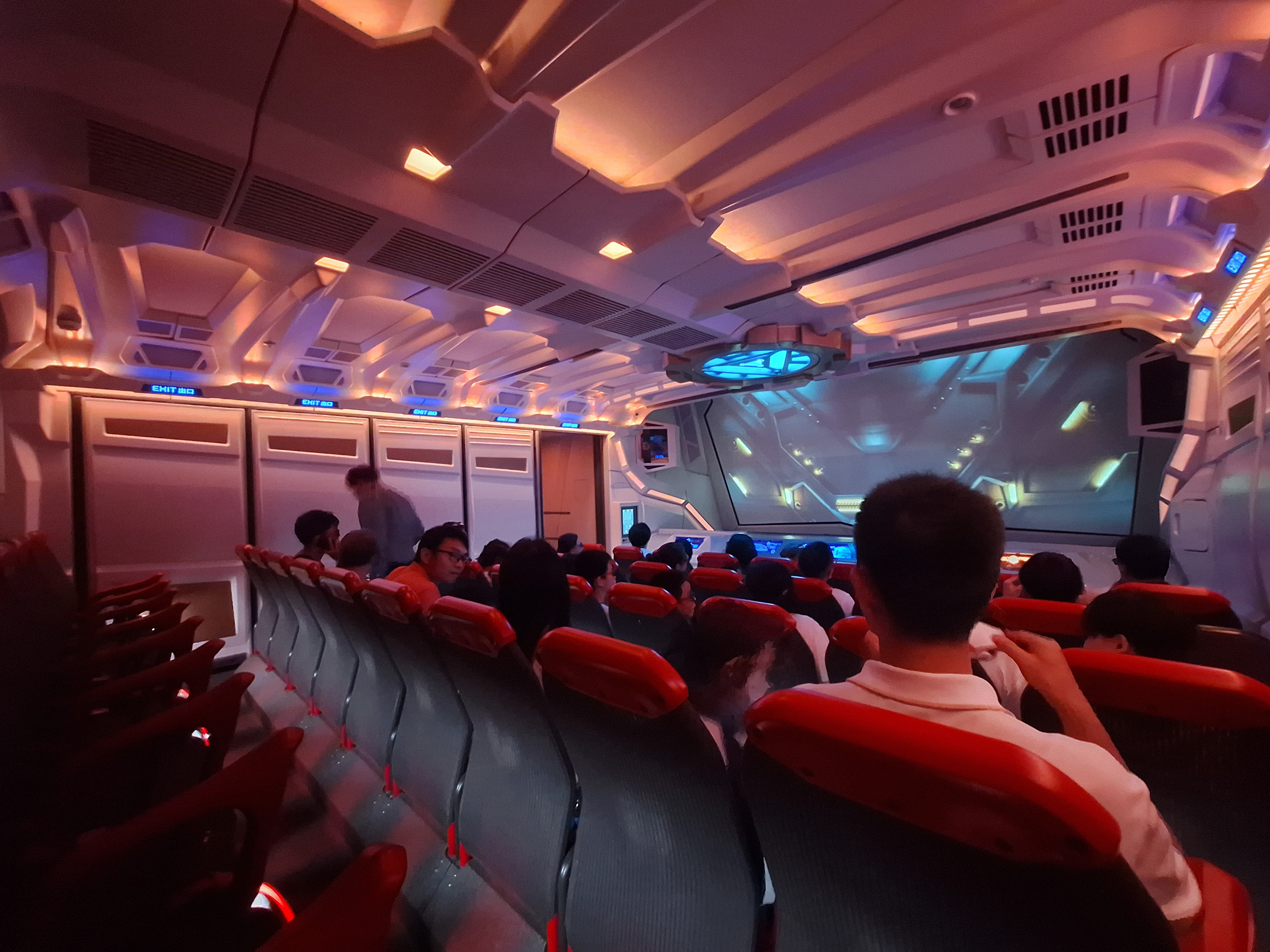
機艙內部

於香港迪士尼樂園的遊樂設施《鐵甲奇俠飛行之旅》中登場，為「香港史達科技展」特別版裝甲，與電影《復仇者聯盟》的第七型裝甲有所不同。
另外，該裝甲更用來製成的載人飛行車「科技展特別版」（五輛「鐵甲號」飛行車之一）。車輛設有 45 個座位，配備「史達前曕智能眼鏡」介面、「自我修復玻璃」擋風玻璃及高級環迴立體聲音響系統。

### 八型 Mark VIII
在2013年電影《鋼鐵人3》中，東尼因紐約事件而患上了失眠及焦慮症，於是寄情於製造大量不同型號的裝甲和戰甲，並收藏於其海邊大宅的隱藏機庫內。
八型是七型的改進版本，比七型更靈活和更具操作性，在武器配備上大致與七型相當，保留了著名的紅、金的色調，但八型和七型的外觀略有不同，具有獨特的光滑面罩設計。
從八型開始便不需要著裝即可讓東尼藉由人工智能電腦助手「賈維斯」的輔助進行遠端操控，另外可在任何情況下給東尼穿著。

### 九型 Mark IX
在電影《鋼鐵人3》中，東尼因紐約事件而患上了失眠及焦慮症，於是寄情於製造大量不同型號的裝甲和戰甲，並收藏於其海邊大宅的隱藏機庫內。
九型是八型的改進版本，九型的重新設計改進了機動推進器的飛行能力，外觀上的改變亦比較明顯。除此之外九型和八型在裝備方面基本相約，但備有更大量的小型飛彈及導彈，亦是專門為戰鬥而設計的重型裝甲。
在電影中，因為小辣椒·波茲被植入絕境病毒，導致九型誤判小辣椒為敵人而向她發起攻擊，但被小辣椒空手擊破胸口的反應爐，最後小辣椒利用九型的雷射砲和配備的重型導彈將奧德利奇·齊禮安消滅。

### 十型 Mark X
在電影《鋼鐵人3》中，東尼因紐約事件而患上了失眠及焦慮症，於是寄情於製造大量不同型號的裝甲和戰甲，並收藏於其海邊大宅的隱藏機庫內。
十型是八型的改良版本，比七型的防禦力更強和更具操作性，外觀上的改變亦比較明顯。東尼還重新設計了裝甲的腳底推進器，並強化了飛行能力。

### 十一型 Mark XI
在電影《鋼鐵人3》中，東尼因紐約事件而患上了失眠及焦慮症，於是寄情於製造大量不同型號的裝甲和戰甲，並收藏於其海邊大宅的隱藏機庫內。
十一型的面罩、頭盔以及它的部分盔甲都有明顯的改變，裝甲的面板亦採用了全新的設計，整體防彈裝甲亦進行了強化，十一型在原設計的基礎上將不斷完善，為後期的裝甲打下了概念性基礎。

### 十二型 Mark XII
在電影《鋼鐵人3》中，東尼因紐約事件而患上了失眠及焦慮症，於是寄情於製造大量不同型號的裝甲和戰甲，並收藏於其海邊大宅的隱藏機庫內。
十二型是十型的改良版本，使其动力比十型更强劲，进一步提升了飞行速度和飞行稳定性。十二型的胸口的反應爐圖案改回圓形，同样配备了肩上的武器附加槍、手臂上的激光武器以及一些未注明的武器装置。配色方案沿用了类似二型的银、金和黑色。

### 十三型 Mark XIII
在電影《鋼鐵人3》中，東尼因紐約事件而患上了失眠及焦慮症，於是寄情於製造大量不同型號的裝甲和戰甲，並收藏於其海邊大宅的隱藏機庫內。
十三型是第一個胸囗的反應堆採用矩形設計的裝甲，而且更加適合高空和超高速飛行，這個設計後來亦被廣泛應用。十三型的設計十分精簡，引進空氣動力學改良的矩形反應堆為它提供了足夠的動力來進行超高速飛行，並比之前的裝甲更加具有可操作性。肩上配備了武器附加槍、手臂上的激光武器以及一些未注明的武器裝置。另外，配色方案沒有沿用傳統的紅色和金色，而是塗裝了比較獨特的銀色和黑色。

### 十四型 Mark XIV
在電影《鋼鐵人3》中，東尼因紐約事件而患上了失眠及焦慮症，於是寄情於製造大量不同型號的裝甲和戰甲，並收藏於其海邊大宅的隱藏機庫內。
十四型是一款輕型裝甲概念機，主要注重於高機動性和速度，因此十四型並沒有配置太多武器裝備。胸部的反應堆恢復成圓形的設計，頭盔面罩的改變亦較大，其他裝甲板塊如胯部、手部、腿部等都作了相關的設計修改。
另外十四型是最後一個沒有名字的裝甲，在其後的裝甲，東尼都會為它命名。

### 十五型 Mark XV 鬼祟 Sneaky
在電影《鋼鐵人3》中，東尼因紐約事件而患上了失眠及焦慮症，於是寄情於製造大量不同型號的裝甲和戰甲，並收藏於其海邊大宅的隱藏機庫內。
十五型是一套專為隱匿任務所設計的裝甲，在敵人的預警系統上幾乎看不見。十五型沿用了鉻彩色塗層，盔甲可以變暗或減輕顏色與環境相匹配。在最終戰中，在四十二型自爆後保護了東尼，可惜在著裝不完全的狀況下摔落地面而損壞，但依舊緩衝了絕大部份的下墜撞擊力因而保住了東尼的性命。可以屏蔽所有雷達，但會將輸出降低，並在加強了速度和隱身能力。

### 十六型 Mark XVI 夜總會 Nightclub
在電影《鋼鐵人3》中，東尼因紐約事件而患上了失眠及焦慮症，於是寄情於製造大量不同型號的裝甲和戰甲，並收藏於其海邊大宅的隱藏機庫內。
十六型與十五型十分相似，完全沒有遠程武器，是專為潛行任務而打造的裝甲。特色是兩肩的凸起物和沒有分成上下兩段的面罩，因此外觀看起來沒有嘴巴，顯得臉很長。是東尼在最終戰中穿上的第二套戰甲，與齊禮安苦戰中被蠻力拆毀。

### 十七型 Mark XVII 碎心者 Heartbreaker
在電影《鋼鐵人3》中，東尼因紐約事件而患上了失眠及焦慮症，於是寄情於製造大量不同型號的裝甲和戰甲，並收藏於其海邊大宅的隱藏機庫內。
十七型是一部裝有炮击型冲击波转换器的装甲，是所有的裝甲里输出能力最強大的裝甲。胸口的冲击炮威力更大，可以调整宽窄，也可生成护盾。可以看出是一台强调能量输出的裝甲。预计为胸口冲击炮的强化试验机。在最终战中，它是第一套出現的裝甲，東尼在未穿战衣的情况下指挥其帮助三十五型，再带罗德去营救总统，但被绝境士兵拦下，后与二十五型配合击杀兩名绝境士兵。

### 十八型 Mark XVIII 卡薩諾瓦 Cassanova
在電影《鋼鐵人3》中，東尼因紐約事件而患上了失眠及焦慮症，於是寄情於製造大量不同型號的裝甲和戰甲，並收藏於其海邊大宅的隱藏機庫內。
十八型是十六型和十七型的结合体，是一套具备超强的隐身系统的炮兵等级装甲，适用於密集交火的区域。十八型的最强武器同样是胸口以動力爐核心直接輸出的強化衝擊砲，并可以随意调整集束炮的光束大小，也可以利用胸部的反應爐生成一个防护盾。

### 十九型 Mark XIX 老虎 Tiger
在電影《鋼鐵人3》中，東尼因紐約事件而患上了失眠及焦慮症，於是寄情於製造大量不同型號的裝甲和戰甲，並收藏於其海邊大宅的隱藏機庫內。
十九型是一副超高速裝甲，是四十型的原型，设计的目的是为了進行超高速飞行。推进系统和飞行稳定器都进行了升级和改良，且装甲的外形更符合空气动力学，相比其他裝甲，十九型可以飞得更快，最高速度能达到2-4马赫（约2252公里到4504公里每小时）。
十九型也是已知的三套高速装甲之一。另外两套是三十一型和四十型。

### 二十型 Mark XX 巨蟒 Python
在電影《鋼鐵人3》中，東尼因紐約事件而患上了失眠及焦慮症，於是寄情於製造大量不同型號的裝甲和戰甲，並收藏於其海邊大宅的隱藏機庫內。
二十型加装了响尾蛇导弹，亦改良了推进力，拥有强大的破坏力，全身配备200个小型响尾蛇导弹，但很难校准，亦大大提升了操作的难度，不能进入水下100米深的地方，设计将肩部往下，应该是为了增加控制性，但是很少作为实战使用，一般作为支援性武器，因为如果装甲被打破，可能会引发配备的所有导弹引爆，所以只能作为支援性武器。

### 二十一型 Mark XXI  麥得斯 Midas
在電影《鋼鐵人3》中，東尼因紐約事件而患上了失眠及焦慮症，於是寄情於製造大量不同型號的裝甲和戰甲，並收藏於其海邊大宅的隱藏機庫內。
二十一型是一套專為超高空战斗而設的裝甲。外觀與七型十分相似，但配色則採用了深淺不同的金色。

### 二十二型 Mark XXII  復古改裝車 Hot Rod
在電影《鋼鐵人3》中，東尼因紐約事件而患上了失眠及焦慮症，於是寄情於製造大量不同型號的裝甲和戰甲，並收藏於其海邊大宅的隱藏機庫內。
二十二型是一套專門為执行机密任务而設的裝甲，外觀類似於「钢铁爱国者」，罗德的钢铁爱国者一型可能就是以二十二型為原型製造，二十二型亦使用了所有裝甲里最先进的推进系统，而且几乎将噪音完全消除，並将攻击力完全加在了输出力、推进系统和保护装置上，也可以和太阳系里所有的生命进行沟通，但是几乎没有任何的攻击性，唯一的攻击性武器就是胸前的单光束冲击炮，是将冲击炮化为光粒子放出的招式，用来摧毁对手的细胞，但是如果对手穿着防弹衣这一招就會毫無作用，所以这是用来執行机密任务的装甲，在最終戰中準備要飛在空中給東尼著裝時因全身裝甲打開，再次暴露使用一体式整体组装技术直接穿戴時不能繼續作戰的致命弱點而被絕境士兵以鋼管擊毁在柱子上。

### 二十三型 Mark XXIII  暗影 Shades
在電影《鋼鐵人3》中，東尼因紐約事件而患上了失眠及焦慮症，於是寄情於製造大量不同型號的裝甲和戰甲，並收藏於其海邊大宅的隱藏機庫內。
二十三型的全身以軍事迷彩塗裝為主，搭載了能在高溫下執行任務的抗熱裝甲，面罩較其他裝甲修長。

### 二十四型 Mark XXIV  坦克 Tank
在電影《鋼鐵人3》中，東尼因紐約事件而患上了失眠及焦慮症，於是寄情於製造大量不同型號的裝甲和戰甲，並收藏於其海邊大宅隱藏機庫內。
二十四型是十七型的的改良版本，攻击力和防御力大大强化，主要提供重火力支援。当贾维斯启动“家庭聚会”计划后，二十四型被啟動并帮助東尼對抗齊禮安。后来被東尼命令自行引爆。

### 二十五型 Mark XXV  沖擊者 Striker/打擊者 Thumper
在電影《鋼鐵人3》中，東尼因紐約事件而患上了失眠及焦慮症，於是寄情於製造大量不同型號的裝甲和戰甲，並收藏於其海邊大宅的隱藏機庫內。
二十五型是一件重型建设用装甲，主要的作用是帮助施工，具有强大提钻一样的手臂可以粉碎混凝土，并且可以承受高温和电流的冲击。顏色以银黑色为主，双手装有大型黄色凿子的装甲，辨识度相当高，在最终战中強力轟碎地板將两名绝境士兵彈到自己身前並將其重擊后让十七型前来接力射杀，保护了差點被袭击的罗德。
該裝甲曾於香港迪士尼樂園的遊樂設施《鐵甲奇俠飛行之旅》中提及，當中現場出現用該裝甲製成的重型建築無人機「大力士」（五輛「鐵甲號」飛行車之一）。

### 二十六型 Mark XXVI 伽馬 Gamma
在電影《鋼鐵人3》中，東尼因紐約事件而患上了失眠及焦慮症，於是寄情於製造大量不同型號的裝甲和戰甲，並收藏於其海邊大宅的隱藏機庫內。
二十六型的外表和二十五型大致相同，塗裝以綠色和銀灰色為主，並搭載了可以抵擋輻射的防護裝甲，其餘功能基本上與二十五型相同。

### 二十七型 Mark XXVII 迪斯可 Disco
在電影《鋼鐵人3》中，東尼因紐約事件而患上了失眠及焦慮症，於是寄情於製造大量不同型號的裝甲和戰甲，並收藏於其海邊大宅的隱藏機庫內。
二十七型配有光學迷彩，使裝甲能够变成周遭景物的样子，类似於變形隐形，跟七型很类似，配色是十分花哨的紫蓝配橙色，估計隐形性能是十五型的改良版。

### 二十八型 Mark XXVIII 傑克 Jack
在電影《鋼鐵人3》中，東尼因紐約事件而患上了失眠及焦慮症，於是寄情於製造大量不同型號的裝甲和戰甲，並收藏於其海邊大宅的隱藏機庫內。
二十八型是一套防辐射裝甲，塗裝方面采用了类似辐射警告标志的顏色（黄色、黑色），并将辐射警告标志的黄色提升为橙色，这表明二十八型可以承受极端辐射。二十八型有一个非常独特的系统，可以消除盔甲表面的辐射，二十八型还拥有双层防护装甲，能完全保护使用者不受辐射侵害。外表除了胸部，其它部分与二十四型相似。除了置於掌心的飛行穩定器兼集束炮和胸口冲击炮之外，它还配备了激光武器，几乎可以切割任何材质。

### 二十九型 Mark XXVIX 小提琴手 Fiddler
在電影《鋼鐵人3》中，東尼因紐約事件而患上了失眠及焦慮症，於是寄情於製造大量不同型號的裝甲和戰甲，並收藏於其海邊大宅的隱藏機庫內。
二十九型是一套建设型裝甲，左臂附加了配备类似手持式凿岩机的机械手。装甲的主色为黑色和银色，左臂的机械手部分采用了红色涂装。左臂附加的机械手拥有巨大的撞力和冲击力，可以反复冲击粉碎坚硬的地板或建筑物。二十九型拥有一个类似十七型和二十四型的超大型胸口冲击炮，可以攻击敌人亦可以进行爆破等建设作业。

### 三十型 Mark XXX 藍鋼 Blue Steel
在電影《鋼鐵人3》中，東尼因紐約事件而患上了失眠及焦慮症，於是寄情於製造大量不同型號的裝甲和戰甲，並收藏於其海邊大宅的隱藏機庫內。
三十型是一套通用型裝甲，亦是三十三型的原型，三十型的外表涂装采用了蓝色和银色作配色，三十型的外形比较独特，多处呈现倒三角形，包括胸口的反應堆的圖案。裝甲亦配置了背面推进器，机动性能和操作性亦大幅提升。

### 三十一型 Mark XXXI 活塞 piston
在電影《鋼鐵人3》中，東尼因紐約事件而患上了失眠及焦慮症，於是寄情於製造大量不同型號的裝甲和戰甲，並收藏於其海邊大宅的隱藏機庫內。
三十一型是一套超高速裝甲，装甲整体的重量变轻，防御力亦变高。外形类似八型，头盔的面罩使用了经典的金色设计。裝甲装备了强大的背部推进器，使装甲更灵活和保证了飞行速度。它的速度可超过4马赫（约4896公里每小时），是東尼的所有裝甲中速度僅次於四十型的裝甲。在最终战中是第一个发起攻击的装甲，但与三个絕境士兵缠斗中被扯掉头部和左臂，盲飞一段距离后自毁，但引发的连锁爆炸波及東尼和罗德所在的平台。

### 三十二型 Mark XXXII 羅密歐 Romeo
在電影《鋼鐵人3》中，東尼因紐約事件而患上了失眠及焦慮症，於是寄情於製造大量不同型號的裝甲和戰甲，並收藏於其海邊大宅的隱藏機庫內。
三十二型的整体外观和涂装与十八型十分相似，但它并没有在胸部区带X状结构，而且它的头盔面罩的设计比较简化，看起来比较光滑和独特。三十二型除了置於掌心的飛行穩定器兼集束炮及胸口以動力爐核心直接輸出的強化衝擊砲外，还能够携带其它武器，作战能力强于一般的装甲，适合火力支援。

### 三十三型 Mark XXXIII 銀色百夫長 Silver Centurion
在電影《鋼鐵人3》中，東尼因紐約事件而患上了失眠及焦慮症，於是寄情於製造大量不同型號的裝甲和戰甲，並收藏於其海邊大宅的隱藏機庫內。
三十三型擁有轻微的保护力场，能夠使用磁场极性使衣服吸引或排斥对象。三十三型能够发射脉冲炮，手臂上附有鋼刀，亦强化了进一步的行动。在最终战中為東尼所着装的第一套战甲，此时東尼正在跟罗德说话：「抱歉，装甲只适合我的身形」。之后营救小辣椒时被齊禮安偷袭，胸口的動力爐直接被擊破。但同时成功以鋼刀切掉齊禮安的左手臂，之后被東尼抛弃。

### 三十四型 Mark XXXIV 左撇子 Southpaw
在電影《鋼鐵人3》中，東尼因紐約事件而患上了失眠及焦慮症，於是寄情於製造大量不同型號的裝甲和戰甲，並收藏於其海邊大宅的隱藏機庫內。
三十四型是一套專門為灾难救援而設的装甲，左手装有可以拆卸下來的伸缩抓爪，能夠執行多种方式的灾难救援。三十四型亦是三十五型的原型，拥有比较独特的双重护肩装甲，手臂处亦附加了多种加强装置。它也配备了钢铁人装甲的标准掌心集束炮和胸部衝擊砲，可用于战斗、稳定飞行、摧毁障碍物和清理废堆。
該裝甲曾於香港迪士尼樂園的遊樂設施《鐵甲奇俠飛行之旅》中提及，當中現場出現用該裝甲製成的消防及急救無人機「奪刻」（五輛「鐵甲號」飛行車之一）。

### 三十五型 Mark XXXV 紅鯛魚 Red Snapper
在電影《鋼鐵人3》中，東尼因紐約事件而患上了失眠及焦慮症，於是寄情於製造大量不同型號的裝甲和戰甲，並收藏於其海邊大宅的隱藏機庫內。
三十五型是一套專門為灾难救援而設的装甲，这种设计讓三十五型可以在危险的地方生存，还擁有可以延伸的手臂和爪子，成为一套理想的灾害救援装甲。東尼指挥了十七型去帮忙清掉三十五型身上的三个绝境士兵。頭部在電影中被强行拆下，盲飞了一段距离后自毁，但引发的连锁爆炸波及到小辣椒和齊禮安。
三十五型並不適合戰鬥，只適合救援

### 三十六型 Mark XXXVI 和事佬 Peacemaker
在電影《鋼鐵人3》中，東尼因紐約事件而患上了失眠及焦慮症，於是寄情於製造大量不同型號的裝甲和戰甲，並收藏於其海邊大宅的隱藏機庫內。
三十六型是一套棕色的防暴裝甲，主要用於应付人群骚动和暴乱等特殊状况。头部凹陷，肩上配备着可以發出聲波阻止敵人的行动的聲波炮，三十六型亦配备了和三十九型一样的超震动波，应该說是三十九型的原型。具体不详。

### 三十七型 Mark XXXVII 錘頭鯊 Hammerhead
在電影《鋼鐵人3》中，東尼因紐約事件而患上了失眠及焦慮症，於是寄情於製造大量不同型號的裝甲和戰甲，並收藏於其海邊大宅的隱藏機庫內。
三十七型是一套深海装甲，目前它的下潜极限未知，但可轻松地下潜至1500英尺（约457米）的深海，并且不會影响到装甲的性能。三十七型拥有强悍的装甲體和密封式的装甲层，外表看起来相当厚实，在承受深海的超大压力（超过80吨）的同时亦能夠保证装甲的机动性和操作性。三十七型保留了掌心集束炮和胸部衝擊砲等标准武器，亦配备了微型鱼雷，可在水下攻击目标。三十七型是第一套配备鱼雷的装甲，头盔亦配备了强光探照灯，除了脚底的标准推进器以外，三十七型还加装了氢气推进器（螺旋桨推进器），可执行游弋任务，配合脚底推进器便可快速前进。
該裝甲曾於香港迪士尼樂園的遊樂設施《鐵甲奇俠飛行之旅》中提及，當中現場出現用該裝甲製成的深海服務無人機「鯊膽王」（五輛「鐵甲號」飛行車之一）。

### 三十八型 Mark XXXVIII 伊戈爾 Igor
在電影《鋼鐵人3》中，東尼因紐約事件而患上了失眠及焦慮症，於是寄情於製造大量不同型號的裝甲和戰甲，並收藏於其海邊大宅的隱藏機庫內。
三十八型是一套负重裝甲，实际上並不是设计用来战斗的装甲，而是为起重和搬运重物而設。在三十一型坠毁了東尼和罗德所在的平台後，東尼命令贾维斯派出三十八型来稳固平台。

### 三十九型 Mark XXXIX 星升 Starboost/雙子星 Gemini
在電影《鋼鐵人3》中，東尼因紐約事件而患上了失眠及焦慮症，於是寄情於製造大量不同型號的裝甲和戰甲，並收藏於其海邊大宅的隱藏機庫內。
三十九型是一套亚轨道裝甲，专門为异界之旅而設，集成一个可移动的助推器包和零重力机动推进器。全身也装载了强大的「超震动波」，一般是用來对付太空中的陨石。三十九型可以将量子和等离子转化为能源和空气。在最终战中，它是緊接十七型，第二套出現的裝甲，一名绝境士兵試圖用一根钢管射击三十九型，结果反被三十九型击杀。
該裝甲曾於香港迪士尼樂園的遊樂設施《鐵甲奇俠飛行之旅》中提及，當中現場出現用該裝甲製成的太空探索無人機「超新星」（五輛「鐵甲號」飛行車之一）。

### 四十型 Mark XL 霰彈槍 Shotgun
在電影《鋼鐵人3》中，東尼因紐約事件而患上了失眠及焦慮症，於是寄情於製造大量不同型號的裝甲和戰甲，並收藏於其海邊大宅的隱藏機庫內。
四十型是一套超高速裝甲，是十九型和三十一型的升級版本，外型沿用了二十三型的設計，同樣專門為超高速飛行而設計，可以用超过5马赫的速度飛行。四十型同时亦是東尼在战斗中穿上的第三套战甲，与齊禮安的苦战中被手刀拆毀（縱向斬開）。

### 四十一型 Mark XLI 骸骨 Bones
在電影《鋼鐵人3》中，東尼因紐約事件而患上了失眠及焦慮症，於是寄情於製造大量不同型號的裝甲和戰甲，並收藏於其海邊大宅的隱藏機庫內。
四十一型是一套骨架裝甲。这是一个黑色和金色的钢铁人外套。它的设计目的是为了速度和机动性。从電影中可以看出拥有与四十二型一样的能力，目测为四十二型的原型。最终战的前期以手脚分离的方式将五名绝境士兵击落平台后重组，並继续参加战斗。

### 四十二型 Mark XLII 浪子 Prodigal Son
在電影《鋼鐵人3》中東尼主要穿著的裝甲，屬於一套試作型裝甲，電影中的性能一般，在初段剛完成時就已經受襲，武器和裝備方面只有前臂的小型導彈，連飛行能力起初也並未設定好，另外只有雙手及胸口的能量炮能正常運作，唯一的特點是可以通过微型晶片（在电影的开头東尼进行皮下植入的就是该晶片）来接收使用者的指令（允许超远程操作）和定位，自動部件式飛出裝著於東尼的身上及可以特別控制面罩像分身一樣作搖遠操控，更可由東尼指令裝著於他人。
在電影末与齊禮安交战时，東尼将盔甲裝著于齊禮安身上，命令贾维斯将四十二型連同齊禮安一起进行销毁，但未能将其擊殺。此外東尼还曾經将裝甲裝著于小辣椒身上，以先保住小辣椒的性命。

### 四十三型 Mark XLIII
在2015年電影《復仇者聯盟2：奧創紀元》中出現，是四十二型的完成品，所有功能与四十二型基本上一致，但它的各项功能比四十二型更成熟，各種武器亦更完備，而且并不會影响到装甲的整体构成和性能，另外还拥有哨兵模式（Sentry Mode）（使用者不在装甲内也能继续执行当前的任务）和红外线扫描功能（可透视建筑物等固体目标）。四十三型跟四十二型的涂装恰恰相反，四十三型亦拥有防辐射内衬装甲，可以在受核污染的区域、极端温度和极端环境下长时间工作，亦可以进行水下作业。它也可以进行亚轨道飞行，在電影中和其他复仇者成員一起在輪船裡與奧創進行打鬥，四十三型亦是一件能被四十四型「浩克毀滅者」覆蓋的裝甲。

### 四十四型 Mark XLIV 浩克毀滅者 Hulkbuster
在電影《復仇者聯盟2：奧創紀元》中出現，能覆蓋在裝甲上，體型比浩克更巨大，是一套能夠與浩克匹敵的裝甲，但沒有了賈維斯的支援，平时搭载在卫星上，飞行于近地轨道上，在需要使用的时候便會发射到需要的位置。
主要的用途是為了阻止失控的浩克，擁有太空衛星裝甲部件補給系統，代號為「薇洛妮卡(Veronica)」，在南非制服浩克的一場戰鬥中，薇洛妮卡的補給系統因為浩克的一個順手回擊而擊毀，裝甲也嚴重受損。
四十四型亦是第一款支援「甲中甲」控制的装甲，使用者可穿着一算普通尺寸的装甲进入四十四型的内部控制。

### 四十五型 Mark XLV
在電影《復仇者聯盟2：奧創紀元》的後期出現，由四十五型開始的裝甲以流線型設計，火力強大，機動力高，防禦力強，其雷射功率亦能夠溶解奧創身上的汎合金，並裝置了新的人工智能電腦系管家「星期五（Friday）」以作支援，其它部分与四十三型相似。貌似漫畫中的「絕境裝甲」。

### 四十六型 Mark XLVI
在2016年電影《美國隊長3：英雄內戰》中出現，又称「内战装甲」（Civil War Armor），四十六型被裝在東尼的私人直升機上，著裝的速度是歷代裝甲的第二快，全身佈滿了小燈式分散式能源系統，而且備有更大量的武器，其它部分与四十五型相似，亦是第一款在非戰鬥時頭盔可以完全收起的型號。
在電影中被蟻人癱瘓掉部分的武器，而後來與美國隊長和酷寒戰士的戰鬥中，右手的噴射器和左腳的飛行穩定器都被嚴重損毀，方舟反應爐亦被美國隊長用盾牌擊毀，但在戰鬥中成功以反應爐衝擊砲溶解巴奇的鋼鐵左臂。
四十六型亦有在2017年電影《蜘蛛人：返校日》的前期出現。
貌似正史漫畫「血邊裝甲」。

### 四十七型 Mark XLVII
在《蜘蛛人：返校日》中出現，是四十六型的改良版本，外型與四十六型一致，但下半身的配色改為銀色。可透過無線網路來進行遠程操作。東尼曾使用此戰甲拯救因追擊禿鷹而掉進河裡的蜘蛛人。可召喚數個小型推進器，為此東尼曾召喚它們阻止因禿鷹造成的地客船分裂。
貌似正史漫畫中終極宇宙裡的鋼鐵衣。

### 四十八型 Mark XLVIII 浩克毀滅者二型 HulkBuster Mark II
在2018年電影《復仇者聯盟3：無限之戰》和2019年電影《復仇者聯盟：終局之戰》登場，四十八型作為布魯斯·班納使用的裝甲，功能與四十四型的浩克毀滅者沒有太大的差異，但造型變得更為洗練、體型縮小到與浩克相仿，且取消了「薇若妮卡」的空中補給，防禦力和火力亦比四十四型強。電影中胸口反應爐與眼睛的發光為與其他裝甲都不同的黃色。
在最終決戰中被黑曜獵手直接扯斷左前臂而嚴重損壞，但班納反過來利用裝甲被扯斷的左前臂獨立內置的噴射系統把黑曜獵手扯飛，並使其撞擊瓦干達的防護屏障後被炸死，在最後阻止薩諾斯奪取心靈寶石時被空間寶石嵌進石壁中。
在《復仇者聯盟4：終局之戰》前期中，班納博士和倖存的英雄們於薩諾斯在「花園」的復仇戰中使用，並制服住對方的左手，也把薩諾斯揍了一頓。此外，亦從四十四型中拿走左臂以進行緊急維修的補足戰力，但在無功而返後再沒有使用過。

### 四十九型 Mark XLIX 救援 Rescue
於《復仇者聯盟：終局之戰》中登場，四十九型是東尼專門為小辣椒量身定做的裝甲。裝備上有數個小燈，配色以藍色和銀色為主，可在待命時完全收縮頭盔，裝甲有可收縮的背甲高功率砲、掌心砲、反應爐加農炮等，相較於東尼過去的戰甲多以全方位設計，此裝甲偏向實戰為主。

### 五十型 Mark L 血邊 Bleeding Edge
於《復仇者聯盟3：無限之戰》和《復仇者聯盟：終局之戰》中登場，是東尼首件使用奈米科技製作的裝甲，是歷代裝甲中著裝速度最快，以裝於胸口中間的弧形反應爐為基礎，延伸了骨架，而外殼則像碎片般組合成一體化的裝甲，動漫展釋出的海報證實此裝甲以正史漫畫「Model-Prime Armor」為範本改良，留有前代裝甲的數個小燈，且擁有視戰鬥需求變形的能力，在電影中曾變形出四個可延伸為翅膀的飛行穩定器與雙腳組合而成的重型飛行噴射器，能發射出各種導彈以及全身部位的多重變化型裝備(雷射手刀、一般手刀、大小盾牌、雷射加農砲、雙臂雙腳的吸附装置、可作修復破洞的奈米噴霧器、重型拳套、多重激光束流拳套、奈米自我治療、甚至是有一定自主製造設備如手掌束縛器等的能力)，可於太空中活動，最後在與薩諾斯交戰時，此裝甲被薩諾斯徒手輕鬆撕碎，奈米分子亦在不斷的變形中被消耗殆盡而全毀，最後變出來的手刀更被其拆走，把東尼本人刺成重傷，但東尼最後使用此完全損毀的戰甲為自己進行了緊急治療。
在《復仇者聯盟：終局之戰》中，逃出泰坦星的東尼以為自己會在太空中坐以待斃而利用該裝甲殘餘的奈米物質變出一個不完整的頭盔向小辣椒錄下遺言，在被驚奇隊長救回地球後被回收。

### 五十一型 至 八十四型
由五十型之間不斷改良至八十五型的三十四套升級裝甲。

### 八十五型 Mark LXXXV
於《復仇者聯盟4：終局之戰》中登場，東尼製造的最後一套裝甲，為東尼回到地球後改良的五十型裝甲，亦是東尼最強的裝甲，可於身體部位做單部位著裝，外觀相對於五十型更有菱有角，身體亦比以前更多金色，配色回歸初代鋼鐵人漫畫的配色。背部加入可以伸出並且可以向六個方向的六聯裝重型集束炮裝置背包，並可以直接使用外能源（如雷神索爾的閃電神力）加強背包八重集束衝擊火力，盾牌則改以能量護盾為主，其他武器大部份和五十型一樣，東尼以八十五型作為主戰的裝甲，手部亦可以容納和使用無限寶石，但在和薩諾斯的再次對決中仍被嚴重損壞，並出於強制使用無限寶石消滅薩諾斯和其大軍的代價，東尼的傷勢因無限寶石的力量帶來的反作用下急劇惡化，並最終穿著此裝甲在眾人面前離世。

## 其他裝甲

### 鐵霸王 Iron Monger
在2008年電影《鋼鐵人》中，東尼的叔叔奧比戴亞·史坦企圖獨佔史塔克工業，以回收的一型作為基礎改造出一件更強大的裝甲。其體積比東尼的裝甲大二至三倍，因而改用了駕駛艙式操控。武器方面只有右手上的一挺20毫米口徑的轉管機關炮，左臂上有六連發的導彈，肩部設有反坦克火箭，亦具有飛行的能力，同樣在腳部安裝了噴射器，但速度比東尼的裝甲慢，亦會在飛行時噴出大量氣體，並且到高空時會因為氣溫問題導致結冰，核心動力方面只有從東尼身上奪走的二代反應爐，亦缺少了智能電腦的支援。在片末的戰鬥中力壓三型，但最終奧比戴亞被大型反應爐釋放的高壓電重創後跟著裝甲一同掉進反應爐中被炸成灰燼而死。

### 戰爭機器一型 War Machine Mark I
在2010年電影《鋼鐵人2》中，二型被詹姆士·羅德帶走並交給軍方，由賈斯汀·漢默進行改裝。漢默在右肩上加裝了加特林機槍，在左肩則裝上導彈發射器「前妻」，兩雙前臂亦加裝了各一支機槍，同時亦在背部和後腳加裝了多重噴射器以保持飛行時的機動性，此裝甲仍保留了掌心的飛行穩定器、集束炮及胸口以動力爐核心直接輸出的強化衝擊砲，在萬科事件結束後被回收。

### 戰爭機器二型 War Machine Mark II/鋼鐵愛國者 Iron Patriot
在2013年電影《鋼鐵人3》中，東尼為羅德中校量身訂製的裝甲，在左肩安裝有冲击波发射器，此裝甲仍保留了掌心的飛行穩定器兼集束炮及胸口以動力爐核心直接輸出的強化衝擊砲。由於其紅、白、藍的顏色，加上胸口的星形圖案，使外表十分像美國隊長。
於2015年電影《復仇者聯盟2：奧創紀元》的後段再出現，但不採用紅、白、藍的顏色、胸口的星形圖案（嚴格來說星型圖案依舊未變，但因為配色更改的關係變得不明顯），改為採用戰爭機器原有所用的顏色。

### 戰爭機器三型 War Machine Mark III
於2016年電影《美國隊長3：英雄內戰》中出現，火力強大，在兩肩上備有更大量的砲彈，其右肩還可以拔出一把伸縮電擊棍，手臂上除了有更多砲彈外，還備有衝擊波發射器。在戰鬥中被幻視額頭上的能量衝擊波意外擊中方舟反應爐而墜毀。

### 戰爭機器四型 War Machine Mark IV
於《復仇者聯盟3：無限之戰》和《復仇者聯盟: 終局之戰》登場。與前代裝甲的造型相同，但更為堅固，同時為了支撐下半身癱瘓的羅德而特別強化了腿部的外骨骼結構，並在背部加上了武器包，可從五個角度伸出四把散彈槍和一把加特林機槍，也增加對地轟炸能力，內置導彈攜載量也大幅加強，並加入了與四十六型類似的小燈型分佈式能源系統以及可收放式頭盔。在阻止薩諾斯的時候被空間寶石的力量直接擠壓而停機並被扔向一旁，並在《終局之戰》的花園星球復仇戰中繼續使用並壓制薩諾斯的右手，但在無功而返後不再使用。

### 戰爭機器六型 War Machine Mark VI
於《復仇者聯盟4：終局之戰》登場，裝甲可作為量子戰衣使用，裝甲在啟用量子戰衣的功能時會轉變成與普通的量子戰衣一樣的白色+紅色配色。武器方面除了架設於右肩處的重型機槍外並沒有附上其他武裝。在薩諾斯襲擊復仇者總部的時候被損毀。

### 戰爭機器七型 War Machine Mark VII/鋼鐵愛國者二型 Iron Patriot Mark II
於《復仇者聯盟4：終局之戰》後期大戰登場。與四型的功能相同，裝甲有多個小燈，亦運用了部分的奈米科技，於兩側肋骨處有圓環亮燈設計，配色改為鋼鐵愛國者時期的紅、藍、白，火力亦比前幾代強大，以協助幫忙殲滅先遣者軍隊與齊塔瑞戰艦，由於薩諾斯襲擊導致六型被毀，直到蟻人趕到支援而即時著裝。

### 鞭狂一型 Whiplash Mark I
於《鐵甲奇俠2》初期，伊凡·萬科在摩納哥蒙地卡羅的賽車會場襲擊東尼，實際上是上半身型的外骨骼，在啟動時會熱溶其身上的工作服。裝備只有胸口的反應爐與連結到手上的電鞭，電鞭可以使東尼的掌心砲彈開，最後被東尼制服。

### 鞭狂二型 Whiplash Mark II
電影《鋼鐵人2》後期，伊凡·萬科為了向東尼復仇而製作的裝甲，飛行能力與鋼鐵人裝甲相同，但其個體更大，武器仍是為雙臂上加上各一的電磁鞭子，防護力更強且在非戰鬥時頭盔可以完全收起。最後被東尼和羅德聯手重創，後被萬科啟用戰甲自毀裝置而同歸於盡。

### 鋼鐵蜘蛛裝 Iron Spider
於《蜘蛛人：返校日》片尾、《復仇者聯盟3：無限之戰》、《復仇者聯盟：終局之戰》、《蜘蛛人：離家日》和《蜘蛛人：無家日》前期登場（原作漫畫中從《英雄內戰》就開始出現）。有數個小燈，設計則沿襲原來的蜘蛛裝，胸口上的蜘蛛標誌加大延伸到背後並以金色邊幅作設計，其裝甲一直在復仇者基地待命，危急時會透過人工智能「星期五」的支援送到指定地點，即便是平流層也能到達。此裝甲結合了奈米科技，可讓蜘蛛人不會因為在太空而缺氧。後背可延伸出四隻機械蜘蛛腿以作輔助戰鬥，亦可在待命模式完全收縮頭盔。在《復仇者聯盟3：無限之戰》的泰坦星決戰後，因薩諾斯「平衡」影響，全套戰甲和彼得本人一起灰飛煙滅。《復仇者聯盟：終局之戰》中與薩諾斯的軍隊決戰時，開啟「速殺模式」以殲滅來勢洶洶的先遣者，但在混戰中被薩諾斯的戰艦無差別射擊打中而受損。在《蜘蛛人：離家日》中被修復且穿著此戰服於電影前期登場，後於《蜘蛛人：無家日》中被八爪博士損毀並把戰衣上的奈米科技融入了自己的機械觸手。

### 熱褲子 Hot Pants

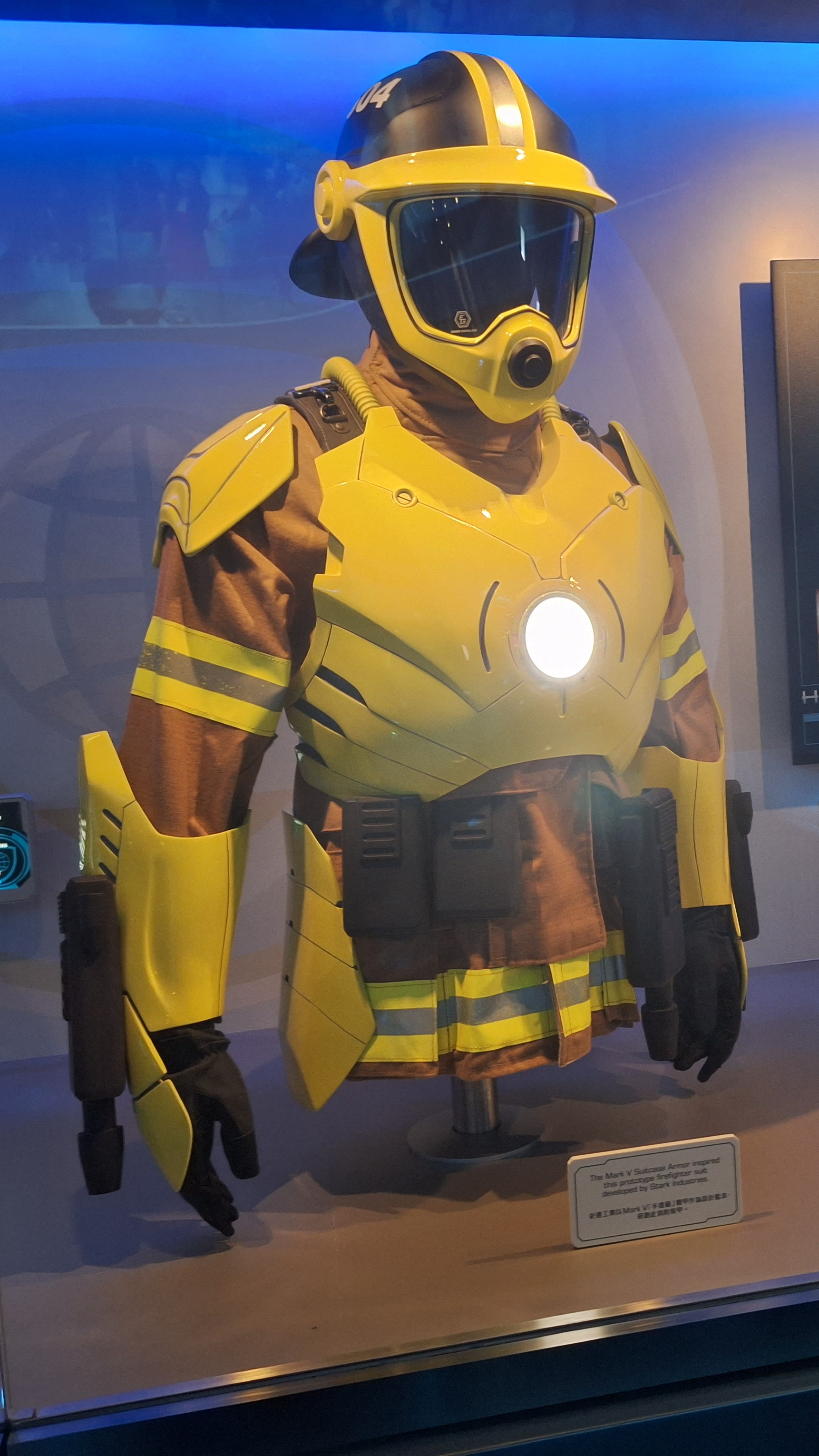
熱褲子Hot Pants

一套滅火裝甲，可以發射二氧化碳，於香港迪士尼樂園的遊樂設施《鐵甲奇俠飛行之旅》中登場。